# Worsma
Worsma (russisch Ворсма) ist eine Stadt in der Oblast Nischni Nowgorod (Russland) mit 11.620 Einwohnern (Stand 14. Oktober 2010).

## Geografie
Die Stadt liegt etwa 70 km südwestlich der Oblasthauptstadt Nischni Nowgorod an der Kischma, einem rechten Nebenfluss der in die Wolga mündenden Oka.
Worsma gehört zum Rajon Pawlowo.

## Geschichte
In Urkunden aus dem 14. bis 15. Jahrhundert wurden erstmals ein Fluss und die gleichnamige Gegend Worosma erwähnt. Die Bezeichnung ist finno-ugrischer Herkunft, abgeleitet vom Wort wyr oder wor für Wald. Im 16. Jahrhundert ist der Ort bereits als Kirchdorf Worsma bekannt.
In der Zeit der Wirren unterstützten viele Bauern, Handwerker und Strelizen aus der Gegend um Worsma und Pawlowo den von den polnischen Besatzers an die Macht gebrachten zweiten „Falschen Dmitri“ und gründeten eigene Kampftruppen. Diese wurden am 10. Dezember 1608 von Truppen aus Nischni Nowgorod in der Schlacht bei Worsma zerschlagen, der Ort wurde geplündert und niedergebrannt.
Nach der Vertreibung der polnischen Besatzer aus Moskau 1612 wurde dem Nischni Nowgoroder Kaufmann Kusma Minin für seine Verdienste dabei u. a. das Dorf Worsma und die umliegenden Ländereien geschenkt. Nach dem Tod Minins und seines Sohnes gingen sie in Staatsbesitz über.
Im 18. Jahrhundert entwickelte sich der Ort zu einem bedeutenden Zentrum metallverarbeitender Handwerke. Es wurden Messer, Scheren, chirurgische Instrumente, Schlösser, später auch Waffen hergestellt.
Eine erste Fabrik wurde auf Anweisung des Grafen Pjotr Scheremetew 1766 gegründet, eine größere durch den reich gewordenen Leibeigenen der Scheremetews Iwan Sawjalow 1820. Für seine Verdienste erhielt Sawjalow 1835 vom Zaren Nikolaus I. die für damalige Verhältnisse große Summe von 5000 Goldrubeln, auf der Weltausstellung London 1862 eine Medaille für seine hervorragenden Stahlmesser.
1926 wurde der Status einer Siedlung städtischen Typs, 1955 das Stadtrecht verliehen.

### Bevölkerungsentwicklung
| Jahr | Einwohner |
| ---- | --------- |
| 1897 | 6.000     |
| 1939 | 9.415     |
| 1959 | 10.856    |
| 1970 | 12.965    |
| 1979 | 13.968    |
| 1989 | 13.648    |
| 2002 | 12.629    |
| 2010 | 11.620    |

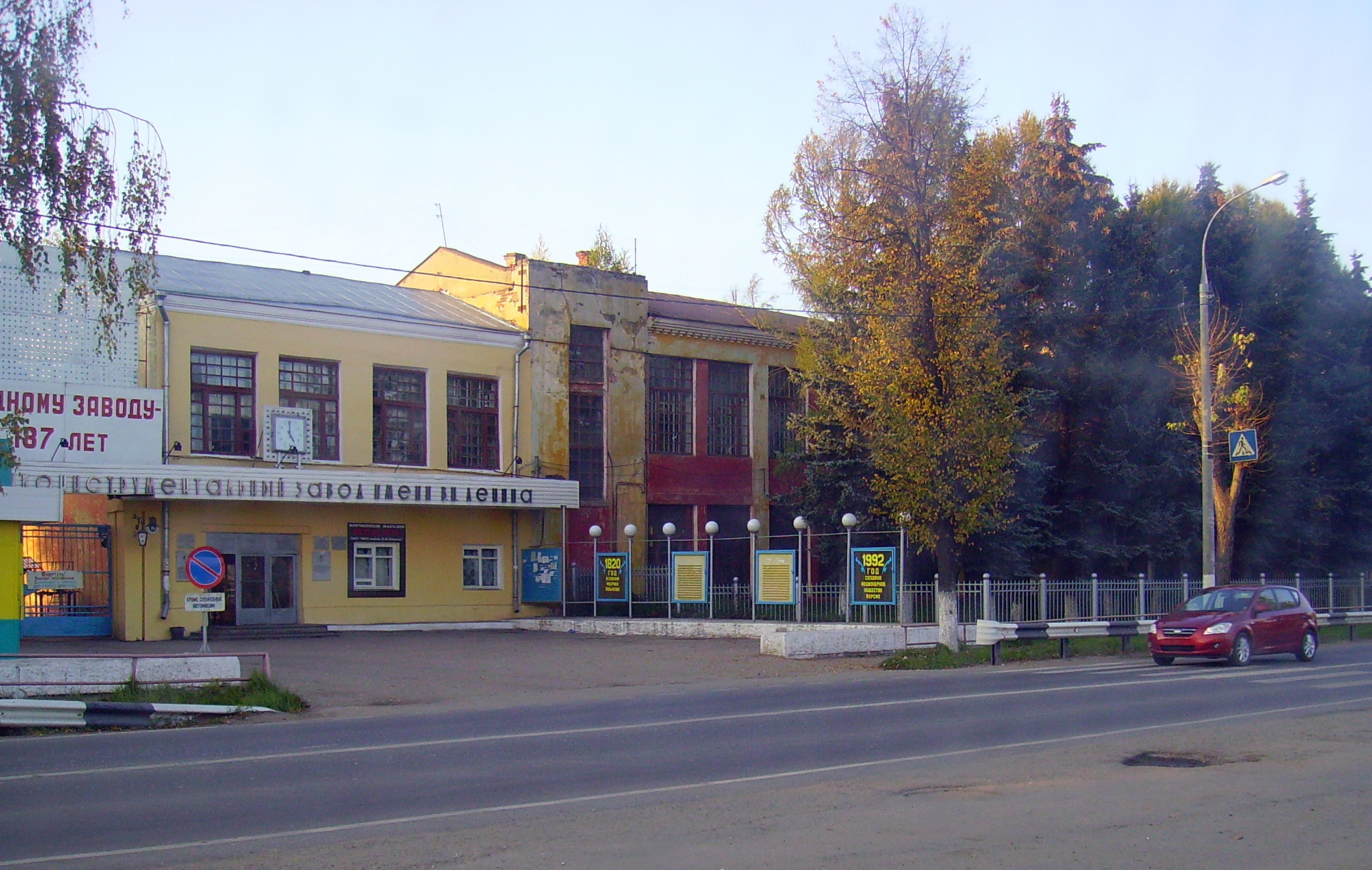
Fabrik für medizinische Instrumente in Worsma

Anmerkung: Volkszählungsdaten (1897–1939 gerundet)

## Kultur und Sehenswürdigkeiten
Auf einer Insel des nahen Worsma-Sees liegt das im 16. Jahrhundert gegründete Dreifaltigkeit-Ostrowojeserski-Kloster (Троицкий Островоезерский монастырь/Troizki Ostrowojeserski monastyr). Es wurde in den 1930er Jahren geschlossen und in den 1950er Jahren zu weiten Teilen zerstört, soll aber auf Grundlage der erhaltenen Überreste (Torkirche, Wohntrakt) wiedererrichtet werden.

## Wirtschaft und Infrastruktur
Wichtigste Unternehmen sind eine Fabrik für medizinische Instrumente sowie eine Messerfabrik, die sich aus den alten Fabriken des 19. Jahrhunderts von 1820 entwickelten.
Der Bahnhof der Stadt liegt 15 Kilometer nördlich an der 1929 eröffneten Eisenbahnstrecke Nischni Nowgorod–Pawlowo. Durch Worsma führt auch die Straße R125 (Kassimow–Murom–Pawlowo–Nischni Nowgorod).